# Tóc ngắn (album)
Tóc ngắn là album phòng thu của ca sĩ người Việt Nam Mỹ Linh, được phát hành vào năm 1998 bởi Viết Tân. Đây là một trong những album nhạc Việt bán chạy nhất mọi thời đại, với khoảng 200.000 bản được tiêu thụ trên toàn quốc. Được ra mắt sau album Chiều xuân, Tóc ngắn với sự cộng tác của ban nhạc Anh Em, là một bước đột phá trong sự nghiệp của Mỹ Linh khi cô tạo được tiếng vang lớn trong công chúng. Đây cũng là album mở màn cho một dự án lớn suốt sự nghiệp của Mỹ Linh và ê-kíp kéo dài tới tận 12 năm, qua album Vẫn mãi mong chờ (2002) rồi sau đó Một ngày (2011).
Tóc ngắn là một cú hích mạnh với thị trường nhạc nhẹ khi trước đó chưa một nghệ sĩ, một ê-kíp nào thực hiện một sản phẩm trẻ trung, chất lượng song không hề xa với thẩm mĩ đại chúng. Thành công của album cũng mở ra trào lưu thực hiện phần hòa âm bằng máy tính. Dù bị một số phương tiện báo chí mang quan điểm cũ chê trách, Tóc ngắn thực tế đã đưa tên tuổi Mỹ Linh trở nên rực rỡ, biến cô từ một ca sĩ triển vọng lên thành một trong những diva của nhạc nhẹ Việt Nam. Kể từ đây, "Tóc ngắn" trở thành "biệt danh" của Mỹ Linh trong lòng người hâm mộ.
Đầu năm 1998, bản thu demo của ca khúc "Tóc ngắn" bị từ chối bởi nhiều nhà sản xuất, buộc lòng khiến Mỹ Linh – Anh Quân phải tự bỏ tiền tiến hành thực hiện album của mình. Thành công ngoài mong đợi của Tóc ngắn cũng góp phần xây đắp thêm vững chắc tên tuổi của các nhạc sĩ Anh Quân, Huy Tuấn và Dương Thụ. Không chỉ tiên phong với dòng nhạc R&B, Mỹ Linh cũng tiên phong trong việc xây dựng một phong cách làm việc chuyên nghiệp ở Việt Nam khi có riêng một ê-kíp âm nhạc, mỗi album đều được thực hiện thống nhất từ ý tưởng đến hòa âm, phối khí và cá nhân hóa phong cách của nghệ sĩ cho một đĩa nhạc.
Tóc ngắn đã mở ra hiện tượng văn hóa "Tóc Mỹ Linh", khi mà phần lớn các cô gái lúc bấy giờ đều ưa chuộng kiểu tóc ngắn và phong cách ăn mặc của cô. Trong giai đoạn cuối năm 1998 tới năm 2000, việc các bậc phụ huynh đặt tên con gái là "Mỹ Linh" cũng đã trở thành xu hướng lúc bấy giờ. Ca khúc "Tóc ngắn" cũng được Mỹ Linh thường xuyên trình diễn trực tiếp, và đặc biệt thu âm phiên bản hát lại cho "Tóc Ngắn Ngắn 2023" với các rapper Liu Grace và Pháp Kiều.

## Hoàn cảnh ra đời
~ Mỹ Linh
Trong thập niên 1990, Mỹ Linh là một trong những ca sĩ trẻ đầy triển vọng của nhạc nhẹ Việt Nam, một hiện tượng và mang hình ảnh của một diva tương lai. Rất nhiều ca khúc nổi tiếng của cô được công chúng ưa chuộng, như "Chị tôi", "Trên đỉnh Phù Vân" hay "Hà Nội đêm trở gió". Tuy nhiên, câu chuyện muôn thuở của một ca sĩ trẻ khi muốn khẳng định mình luôn hiển diện và Mỹ Linh lúc đang băn khoăn giữa những lựa chọn để tự xây dựng tên tuổi.
Mỹ Linh sau này trả lời trong một cuộc phỏng vấn: "Tôi nghĩ cái khó nhất có lẽ là tôi đã dám làm điều mình muốn. Tôi làm gì luôn theo sự mách bảo của trái tim trước rồi mới tới sự cân nhắc lý trí. Tôi cũng muốn nói thêm là những bài hát mà lúc đó khiến tôi rất nổi tiếng không mang lại tiền bạc cho tôi đâu." Năm 1997, qua lời giới thiệu của nhạc sĩ Dương Thụ, Mỹ Linh bắt đầu cộng tác với 2 nhạc sĩ trẻ mới từ châu Âu trở về là Anh Quân và Huy Tuấn (dưới tên ban nhạc Anh Em). Năm 1998, cô kết hôn với Anh Quân. Nhạc sĩ Anh Quân kể lại: "Tôi nói với Linh là chắc chắn em không thể đứng mãi trên cái đỉnh ấy để nhai đi nhai lại những bài hit của mình và cũng đừng bao giờ cam tâm với định kiến "thầy già con hát trẻ"... Và vì vậy, cô ấy cần phải đi theo một đường hướng phát triển khác bài bản hơn, chuyên nghiệp hơn, với những album được đo ni đóng giày, được thiết kế đồng bộ".
Trước khi album được chính thức phát hành, ban nhạc và ê-kíp của Mỹ Linh có thực hiện vài chương trình biểu diễn, song phản ứng nhìn chung là tiêu cực. Trong một bài phỏng vấn, nhạc sĩ Anh Quân nhớ lại: "(Sự nghiệp Mỹ Linh)... trầm nhất là lần đầu Linh kết hợp với tôi và ban nhạc trong tour diễn đầu tiên. Khi đó chúng tôi áp dụng cách phối khí mới, làm mới ca khúc cũ của cô ấy nên rất ít người chấp nhận điều mới mẻ ấy. Nhiều người nói Linh không hát được thứ nhạc này, thế này là sai lầm nên tương đối là… lung lay. Mà lung lay cũng phải vì khi đó cô ấy còn quá trẻ. Mới 23-24 tuổi, tự nhiên bị nói nhiều, chưa đủ bản lĩnh để đối mặt với những dư luận như vậy."
Với quan điểm châu Âu của 2 nhạc sĩ trẻ, album mới được yêu cầu thực hiện theo những nguyên tắc cơ bản của âm nhạc chuyên nghiệp: CD nhạc có ngôn ngữ, phong cách riêng, những tour diễn mang tên ca sĩ và ban nhạc. Họ đã phải tận tâm tự đi tìm những nghệ sĩ cộng tác và xây dựng ê-kíp của riêng mình. "Việc tách ra làm riêng đó có cái khó là mình phải tự bỏ tiền túi đầu tư, có nghĩa là lời thì ăn mà lỗ thì tự chịu. Nhưng cái được là mình được làm những gì mình ấp ủ không bị chi phối bởi người bỏ vốn. Như vậy là sản phẩm âm nhạc nó là của mình từ ý tưởng tới khi hoàn thành. Cái đó rất quan trọng trong việc định hình một phong cách nhạc", Mỹ Linh nói.
Từ đó, quan điểm về thứ âm nhạc mới của Anh Quân – Huy Tuấn được quán triệt, đó là dòng nhạc R&B pha lẫn soul và funk với những giai điệu và ca từ vô cùng tươi trẻ. Phần lời được chỉnh sửa chủ yếu bởi nhạc sĩ Dương Thụ. Với tổng cộng 10 ca khúc, album được cấu trúc từ 6 ca khúc của bộ đôi trên (3 của Anh Quân, 2 của Huy Tuấn, 1 của cả hai cùng viết), 2 ca khúc của Dương Thụ, 1 ca khúc của Trương Ngọc Ninh, 1 của Bảo Chấn. Ca khúc "Phút giao thừa lặng lẽ" còn có sự tham gia giọng chính của Anh Quân, Ngọc Anh (nhóm tam ca 3A) và tay trống Quốc Bình cùng phần bè tốp ca của ban nhạc Anh Em.
"Biển khát" là ca khúc được nhạc sĩ Trương Ngọc Ninh viết theo đơn đặt hàng cho một vở kịch của Nhà hát Kịch Hà Nội, và ca sĩ Mỹ Linh cũng là người đầu tiên thể hiện ca khúc này. Đây cũng là ca khúc nổi tiếng nhất và được ông đánh giá là "thương phẩm nhất" cho suốt sự nghiệp của mình. Sau này đây cũng chính là tên chương trình tôn vinh sự nghiệp của ông với Con đường âm nhạc (tháng 7 năm 2011).
Ảnh bìa album được nhiếp ảnh gia Dương Minh Long chụp, thiết kế và chỉnh sửa bởi nghệ sĩ Từ Phương Thảo.

## Danh sách ca khúc
Tất cả lời bài hát được viết bởi Dương Thụ, ngoại trừ "Biển khát" và "Hoa cỏ mùa xuân".
| STT | Nhan đề                                                                                 | Sáng tác           | Thời lượng |
| --- | --------------------------------------------------------------------------------------- | ------------------ | ---------- |
| 1.  | "Hương ngọc lan"                                                                        | Anh Quân           | 5:59       |
| 2.  | "Chuyện tình"                                                                           | Anh Quân           | 5:26       |
| 3.  | "Biển khát"                                                                             | Trương Ngọc Ninh   | 6:24       |
| 4.  | "Hát thầm"                                                                              | Huy Tuấn           | 5:30       |
| 5.  | "Tóc ngắn"                                                                              | Anh Quân           | 4:42       |
| 6.  | "Lắng nghe mùa xuân về"                                                                 | Dương Thụ          | 4:54       |
| 7.  | "Nghe mưa"                                                                              | Dương Thụ          | 4:25       |
| 8.  | "Trưa vắng"                                                                             | Huy Tuấn           | 4:59       |
| 9.  | "Hoa cỏ mùa xuân"                                                                       | Bảo Chấn           | 3:38       |
| 10. | "Phút giao thừa lặng lẽ" (hợp tác với Ngọc Anh, Anh Quân, Quốc Bình và ban nhạc Anh Em) | Anh Quân, Huy Tuấn | 5:22       |

## Video âm nhạc
- "Hương ngọc lan" (đạo diễn: Phạm Hoàng Nam)
- "Hát thầm" (đạo diễn: Dương Minh Long)
- "Biển khát" (đạo diễn: Nguyễn Phan Quang Bình)
- "Tóc ngắn" (đạo diễn: Phạm Hoàng Nam)
- "Mưa hát" (đạo diễn: Phạm Hoàng Nam)
- "Mùa đông sẽ qua" (đạo diễn: Dương Minh Long)
- "Chuyện tình" (đạo diễn: Nguyễn Quang Dũng)
- "Trưa vắng" (đạo diễn: Phạm Hoàng Nam)

Các video clip được tổng hợp cùng với Vẫn mãi mong chờ trong VCD và DVD Tóc ngắn phát hành vào tháng 11 năm 2002 bởi Hãng phim Phương Nam.

## Thành phần tham gia sản xuất
Ban nhạc Anh Em
- Anh Quân – sáng tác, hòa âm, phối khí, guitar; hát bè trong "Hát thầm", hát chính, hát bè trong "Phút giao thừa lặng lẽ".
- Huy Tuấn – sáng tác, hòa âm, phối khí, bass.
- Văn Hà – keyboard, guitar, hát bè.
- Quốc Bình – trống, bộ gõ, định âm; hát chính, hát bè trong "Phút giao thừa lặng lẽ".

Các nghệ sĩ khác
- Dương Thụ – nhà sản xuất, sáng tác, hòa âm, phối khí, viết lời.
- Trương Ngọc Ninh – sáng tác "Biển khát".
- Bảo Chấn – sáng tác "Hoa cỏ mùa xuân".
- Minh Quân – hát chính, hát bè trong "Phút giao thừa lặng lẽ".
- Ngọc Anh – hát bè trong "Phút giao thừa lặng lẽ".

Ê-kíp sản xuất
- Sản xuất – Dương Thụ, Anh Quân, Huy Tuấn.
- Thiết kế – Từ Phương Thảo.
- Chụp ảnh – Dương Minh Long.

## Đánh giá
~ Dương Thụ
Khi mới ra mắt, Tóc ngắn đã nhận được khá nhiều phản ứng tiêu cực từ một số luồng dư luận. Nhạc sĩ Huy Tuấn nhớ lại: "Tôi còn nhớ như in lúc Tóc ngắn – tour diễn đầu tiên của nhóm diễn ra và bị báo chí dội bom kịch liệt vì cái tội tày trời 'phá hỏng diva'. Rời Sài Gòn, Anh Em anh nào anh nấy mặt mũi tối tăm như cái bị, khiến cả cái sân bay Tân Sơn Nhất như cũng bị tối đi...". Và nữa, anh nói: "[Mỹ Linh là người khó xử nhất] khi rõ ràng trước đó cô ấy đã gần như có trong tay tất cả mọi thứ, bỗng chốc "xô chậu" giảm hẳn, chỉ vì "can tội" hát nhạc của chồng. Nếu không có một bản lĩnh vững vàng, chắc chắn một người trẻ như Linh lúc đó đã không đủ dũng cảm đi theo con đường Anh Em đã vạch ra... [Chúng tôi] thì thất vọng tràn trề khi những cái mình háo hức mang về lại bị coi là cực đoan, cái quen với mình, là bầu khí quyển của mình, thì lại bị coi là lạ, là khó nuốt với người khác. Tuy hầu như tất cả đều nản nhưng lại không ai nghĩ đến chuyện đưa Linh quay lại quãng đường hoàng kim trước đó, khi mà với con đường mới vừa vạch ra, đó gần như là lựa chọn duy nhất để có thể cùng nhau đi tiếp.".
Nhạc sĩ Anh Quân có nói trong một bài phỏng vấn: "Nhiều người đã nói tôi kìm hãm sự nổi tiếng của Mỹ Linh" "Những gì thành công lúc đầu đều bị phản đối, chẳng có cái nào không. Đó là việc tôi đã biết trước. Cũng may những gì tôi làm cho Linh có kết quả tốt, không tôi lại thành tội đồ của âm nhạc Việt Nam."
~ Mỹ Linh nói về Tóc ngắn I, 2011
Nhạc sĩ Dương Thụ – nhà sản xuất, nhạc sĩ và người viết lời cho nhiều ca khúc của album – nói về Mỹ Linh và Tóc ngắn: "Điều đáng khâm phục nhất của Linh là cô dám từ bỏ những ca khúc phổ thông để dấn thân vào con đường riêng của mình với phong cách funk, R&B, soul, dù cô biết chắc đó là con đường chông gai hơn, khó khăn hơn." Cùng với đó, nhạc sĩ cũng nhận định: "Nhiều người không thể chấp nhận được việc này, nghĩ rằng cô đã tự bó mình trong Anh Em, chỉ hát bài của chồng và Huy Tuấn nên không hay nữa. Riêng tôi đã từng giúp hai vợ chồng làm album, tôi hiểu rằng cô không có con đường nào khác nếu muốn chuyên nghiệp hoá sự nghiệp của mình."
Nhiếp ảnh gia Dương Minh Long trả lời phỏng vấn trên tạp chí Đẹp số 150: "Tóc ngắn là bước đột phá bất ngờ và có lẽ là cần thiết của người lao động nghệ thuật, nhất là thời điểm của Tóc Ngắn ra đời, đáp ứng sự mong mỏi gần như đã dần mòn của công chúng sau quá nhiều ngày tháng chán chê với những giai điệu đèm đẹp. Tôi không thích sự so sánh, tôi chỉ quan tâm đến con đường hát của Mỹ Linh. Thời gian sẽ xác định sự mai một giọng hát đồng thời xác định đẳng cấp của một ca sĩ."
Báo Gia đình Xã hội viết: "Mỹ Linh đã có đỉnh cao với pop, nhưng cũng dám đánh bạc với sự nghiệp khi quay hẳn sang funk, soul bằng âm nhạc của Anh Quân. Tóc ngắn là bước đột phá rất ngoạn mục, kết hợp hoàn hảo giữa lối hoà âm bài bản chặt chẽ của Anh Quân và bản năng hoang dại khốc liệt của Mỹ Linh." Tuy nhiên, tờ báo cũng nhận xét: "Tóc ngắn hay nhưng không có tính mở."
Với Tóc ngắn, Mỹ Linh đã có được bước ngoặt lớn nhất trong sự nghiệp và cuộc đời của mình. Năm 1997, cô gặp gỡ và bắt đầu cộng tác với ban nhạc Anh Em. Ca khúc "Biển khát" – sáng tác của nhạc sĩ Trương Ngọc Ninh – là lần đầu tiên cô gặp gỡ Anh Quân. Năm 1998, 2 người kết hôn. Kể từ Tóc ngắn, ban nhạc Anh Em trở thành ê-kíp và cũng là một trong những nhân vật chính tạo nên phong cách của Mỹ Linh. Nhạc sĩ Bảo Chấn nói về bước ngoặt sự nghiệp này của Mỹ Linh: "Khả năng của cô ấy bỗng nhiên vọt hẳn lên cao bắt đầu từ khi Linh đi vào một con đường khác hẳn với các đàn chị, đó là khi Linh gặp được Anh Quân. Vẫn là một con đường nhạc nhẹ, nhưng nó cao hơn và không còn chính thống như trước."